# Bocheń
Bocheń – wieś w Polsce położona w województwie łódzkim, w powiecie łowickim, w gminie Łowicz. W 2011 roku zamieszkiwało ją 299 osób.
W latach 1954–1959 wieś należała i była siedzibą władz gromady Bocheń, po jej zniesieniu w gromadzie Pilaszków. W latach 1975–1998 miejscowość administracyjnie należała do województwa skierniewickiego.
Przez miejscowość przepływa niewielka rzeka Bobrówka, dopływ Bzury.
Na terenie wsi działa gminna biblioteka publiczna, posiada ponad 4,5 tys. woluminów.
W Bocheniu urodził się Adam z Bochenia – profesor Akademii Krakowskiej, rektor 1510-1511, lekarz, humanista, pisarz filoz.
11 września 1939 żołnierze Wehrmachtu zamordowali we wsi kilkanaście osób. Zidentyfikowano 12 ofiar mordu.
W 1929 r. Wacław Korabiewicz, odbywający wyprawę kajakową z Wilna do Poznania, wykorzystując istniejące połączenia wodne, tak opisał mijaną wieś: 
„Zwiedzamy wzorową wieś polską Bocheń, pola drenowane, drogi wysadzone owocowymi drzewkami, domki czyste najczęściej niebieskie z małą polichromią o dużych otwieranych (nie tak jak u nas) oknach. Pośrodku wsi kopiec na cześć Kościuszki. Zapytuję o przeciętną zamożność chłopa, który na tak luksusowy byt pozwolić sobie może; 20-30 morgów, wierzyć się wprost nie chce. Wpisujemy się do pamiątkowej księgi dumni z sąsiedztwa podpisu Prezydenta. Zachęcamy wszystkie szkoły i szkółki rolnicze Wileńszczyzny do zwiedzenia Bochenia (stacja kolejowa Łowicz) jest to prawdziwa, wzorowa wieś nie zaś mała parodia miasteczka, jakimi są skoszarowane, zbanalizowane wsie poznańskie”.